# Julián Pérez-Villacastín
Julián Pérez-Villacastín (Tolosa, Guipúzcoa, 1958) es médico y cirujano español, catedrático de cardiología y uno de los especialistas más destacado  en arritmias cardíacas a nivel mundial.

## Trayectoria
Se licenció en medicina y cirugía por la Universidad Autónoma de Madrid en 1983 y se especializó en cardiología en el Hospital Fundación Jiménez Díaz, obteniendo en 1990 el grado de Doctor con la tesis titulada “Características clínicas y determinantes electrofisiológicos de la fibrilación auricular en pacientes con vías accesorias".
A finales de los años 90 fue pionero en el procedimiento de ablación de las arritmias cardiacas,  especialmente en el caso de la Fibrilación auricular (FA), siendo revisor de las primeras guías internacionales  dirigidas a orientar sobre el tratamiento de esta arritmia.  Durante esta década trabajó como médico adjunto en el Hospital General Universitario Gregorio Marañón de Madrid.
En el año 2000, crea la Unidad de Arritmias del Instituto Cardiovascular  del Hospital Clínico Universitario San Carlos, convirtiéndola en pocos años en un centro de formación específico y de excelencia para la práctica de electrofisiología cardiaca intervencionista según la Sociedad Española de Cardiología.
Ese mismo año organiza un grupo de arritmias que participa en el CIBER Cardiovascular del Ministerio Ciencia e Innovación  y comienza sus años más productivos de actividad científica, que ha intensificado a lo largo de su desarrollo profesional a través de diferentes proyectos de Unión Europea, dentro del 6th y del 7th Framework Programme for Research, Technological Development and Demonstration.
En 2018 se coloca al frente de un proyecto totalmente innovador en la Comunidad de Madrid, CardioRed1, una red colaborativa del Servicio Madrileño de Salud, centrada en el área del corazón. Como fruto de esta novedad organizativa surgen proyectos como el Código Aorta el cual ha conseguido reducir un 50% la mortalidad quirúrgica en la disección de aorta   y que ha sido galardonado con el Premio Profesor Barea 2022 de la Fundación Signo, por la mejora de salud cardiovascular en la población.
En 2021 es nombrado jefe del Servicio de Cardiología del Hospital Clínico San Carlos de Madrid y es elegido presidente de la Sociedad Española de Cardiología para el periodo 2022-2023.  
Siempre involucrado en la innovación de los sistemas de gestión sanitaria, participó en el Plan Estratégico de Cardiología de los Hospitales del Servicio Madrileño de Salud 2011-2015, desarrollando la gestión sanitaria con el área única y la libre elección de profesional y centro hospitalario  y en la Elaboración de los estándares y recomendaciones de las Unidades asistenciales del Área del Corazón de Ministerio de Sanidad.
Además, participa activamente en el grupo de trabajo de Salud Digital de la Fundación IMAS, que está desarrollando la Historia de Salud Digital Personal del Ciudadano con el objetivo de ser una herramienta de salud pública de gran alcance para potenciar la investigación clínica y epidemiológica.
Por su labor de gestión ha recibido el Premio a las Mejores Prácticas Clínicas del Ministerio de Sanidad y Política Social 2008 por el proyecto “Seguimiento remoto de dispositivos cardíacos” y como reconocimiento a su trayectoria profesional dentro del campo de la medicina cardiovascular recibió en 2017 el Máster de Oro Estatutario del Real Fórum de Alta Dirección.

## Publicaciones más relevantes
Ha escrito una amplísima bibliografía sobre las arritmias cardiacas, con más de 200 artículos entre los que se encuentran trabajos en las principales revistas de cardiología como en JAMA Cardiology, Circulation y Journal of the American College of Cardiology, así como libros y guías para pacientes, abordando todas las posibles circunstancias inherentes del paciente como el deporte entre otras.
Es autor del libro Electrocardiografía para el Clínico del que se han vendido más de 5.000 ejemplares y que está traducido al inglés y al chino.

## Docencia
Su faceta docente comienza en 2005 como profesor asociado de la UCM. En 2014 se acredita como Catedrático por la ANECA obteniendo la plaza en el Departamento de Medicina de la Facultad de Medicina   de la Universidad Complutense de Madrid en 2022.
En el año 2000, pone en marcha en el Hospital Clínico San Carlos, el Curso de Electrocardiografía Clínica. Tratamiento de las Arritmias Cardiacas, para la formación práctica en esta patología de los médicos de atención primaria y otras especialidades y pronto se convierte en referente nacional, matriculándose médicos de toda España: en sus treinta y dos ediciones se han formado más de 15.000 médicos y sanitarios.